# Kylian'n
Pour les articles homonymes, voir Kylian.
Kylian'n est le nom de scène de Jean-Luc De Wachter, un auteur-compositeur-interprète belge, né le 19 juillet 1979.

## Biographie

### De Star d'un soiràLa Belle et la Bête
Kylian'n écrit ses premiers textes à 9 ans, ses premières musiques à 12 ans, commence les cours de chant à 16 ans.
Il commence sa carrière sous le pseudonyme Jyel. En 1998, à 19 ans, il remporte le télé-crochet Star ce soir, l’émission de RTL-TVi.
Il sort son premier single écrit et composé par Alec Mansion : Pas grand-chose. Il signe la face B dont il écrit la musique et le texte : La Fête d'anniversaire.
En 1999, il participe à la comédie musicale La Belle et la Bête de Sylvain Meyniac avec entre autres Nuno Resende. Il interprète le rôle de « La Bête » rassemblant dans les salles belges et françaises plus de 20 000 spectateurs.
Il travaille ensuite pour EMI publishin France comme auteur-compositeur. Il compose  entre autres pour Thierry Amiel, Mario Barravecchia, Nicolas Tse et Damien Sargue,.
En 2008, il interprète la chanson Ce monde est merveilleux qui est le générique de fin du film Pokémon : Giratina et le Gardien du ciel.
Le projet musical Parfum de Bruxelles dont il est coauteur et cocompositeur avec Thierry Naoum voit la sortie de l'album Un beau voyage sous le label participatif Akamusic.

### De Kylian'n àThe Voice
C'est sous ce même label participatif qu'il sort en 2010 son deuxième single sous le nom de Kylian'n : Princesse charmante qui contient aussi le titre L'amour au bois dormant.
Durant l'été 2010, il organise L’Arrach’tour : 35 concerts improvisés dans 35 villes en France et en Belgique avec Guillaume Segovia, Zlatan Cekro, Raf dont il fait une websérie. 
En 2010, il décide de donner un nouvel élan à sa carrière et devient webcoach.  
En 2012, il participe à la première saison de The Voice Belgique. Il intègre l'équipe de Quentin Mosimann. Il interprète des titres de Coldplay, Bruno Mars, David Guetta, The Cranberries.
En 2012, le réalisateur François-Xavier Drouet lui consacre un documentaire Au nom du coach qui suit son parcours dans le milieu du développement personnel et du coaching.

### Retour à Luc de Wacter
En 2012, il écrit et compose un album intitulé 2L contenant notamment une chanson pour sa fille à naître : Gabrielle. 
En 2016, c'est un EP qu'il écrit et compose en compagnie de David Lesage et Laura Meora : Je me souviens de demain

## Discographie

### EP
- 2010 : Princesse Charmante, L'Amour Au Bois Dormant, Princesse Charmante (Premier bal)

### Singles
- 1999 : Pas Grand-Chose, composé par Alec Mansion
- 1999 : Envoyez de l'amour, comédie musicale La Belle et La Bête[15]
- 2010 : Un beau voyage - Parfum de Bruxelles
- 2010 : Chacun pour l'autre - Parfum de Bruxelles
- 2010 : Princesse Charmante

### Collaborations
- 2002 : De tes propres ailes, Divine et si belle, On s'en va, Quand l'amour sonne - Mario Barravecchia
- 2003 : Ce qu'on sera - Thierry Amiel sur l'album Paradoxes